# Săcălășeni (gmina)
Săcălășeni – gmina w Rumunii, w okręgu Marmarosz. Obejmuje miejscowości Coruia, Culcea i Săcălășeni. W 2011 roku liczyła 2299 mieszkańców.